# Logisticus sesquivittatus
Logisticus sesquivittatus är en skalbaggsart som beskrevs av Leon Fairmaire 1888. Logisticus sesquivittatus ingår i släktet Logisticus och familjen långhorningar.
Artens utbredningsområde är Madagaskar. Inga underarter finns listade i Catalogue of Life.